# Приволье (усадьба Граве)
Приво́лье — имение Николая Владимировича Граве (правовед; действительный тайный советник, сенатор). Построено в 1870 г., тогда же основан регулярный пейзажный[прояснить] парк. Находится в центре посёлка Кулотино (Окуловский район, Новгородская область).
Второй хозяин имения Павел Петрович Шатько (инженер-технолог)
Сохранился усадебный дом и парк.
В 2009 году усадьба Граве перешла в частное владение ООО «Северная орхидея».